# Cléré-les-Pins

Cléré-les-Pins este o comună în departamentul Indre-et-Loire, Franța. În 1 ianuarie 2022 avea o populație de 1.398 de locuitori.